# 帕里曲
帕里曲（Pare Chu），又稱扎貢沃普達，是印度河主要支流薩特萊傑河的支流司丕提河的支流，發源於印度喜馬偕爾邦拉胡爾和斯皮提縣東北部山區。源流區於杜頓營地（Dutung CG）附近匯集源自臨近幾條冰川的水源後，向東北流。幹流於莫里里錯（Tso Moriri）南方的納布蘇姆多營地（Narbu Sumdo CG）附近納北側支流後，轉向東流，並進入拉達克中央直轄區（印巴邊界爭議地區，現由印度控制）列城縣轄區。幹流流至楚馬要塞附近納北側支流後，轉向南流，不久進入中印邊界爭議區，隨後流入西藏自治區阿里地區札達縣楚魯松傑鄉。幹流續流經喀日（卡拉）、貢赤後、楚魯松傑後，轉向西南流入中印邊界爭議區。最終於蘇姆多（Sumdo）注入司丕提河。
帕里曲與司丕提河交會處一帶為中印邊界爭議區，現由印度控制，行政區分屬於喜馬偕爾邦拉胡爾和斯皮提縣、金瑙爾縣兩縣；中國則宣稱該地區由西藏自治區阿里地區札達縣楚魯松傑鄉管轄。